# 밀실 살인
밀실 살인(密室殺人)은 밀실 상태에서 행해지는 살인이다. 주로 추리 소설에 많이 등장한다.
밀실 살인 범죄 미스터리는 범죄 및 탐정 소설에서 볼 수 있는 범죄 유형이다. 문제의 범죄, 일반적으로 살인("밀실 살인")은 가해자가 범죄 현장에 들어가 범죄를 저지르고 발각되지 않고 떠나는 것이 불가능해 보이는 상황에서 저질러진다. 문제의 범죄는 일반적으로 침입자가 떠날 수 없는 상황을 포함한다. 발견 당시 내부에서 잠긴 창문 없는 방에서 발견된 살인 피해자. 고전 탐정 소설의 다른 관례에 따라 독자는 일반적으로 퍼즐과 모든 단서를 제시하고 극적인 절정에서 해결책이 드러나기 전에 수수께끼를 풀도록 권장된다.
밀실 범죄를 목격했을 때 가장 먼저 떠오르는 인상은 가해자가 벽을 통과하거나 허공으로 사라져 자연의 법칙을 거스를 수 있는 위험하고 초자연적인 존재라는 것이다. 범죄에 대한 합리적인 설명의 필요성은 주인공이 이러한 외모 너머를 보고 퍼즐을 풀도록 하는 원동력이다.